# Ospino
Ospino is een gemeente in de Venezolaanse staat Portuguesa. De gemeente telt 54.000 inwoners. De hoofdplaats is Ospino.